# ورزشگاه الاحمدی
ورزشگاه الاحمدی (به عربی: ملعب الأحمدي) ورزشگاهی چندمنظوره در احمدی، کویت می‌باشد. امروزه از آن بیشتر برای برپایی مسابقه‌های فوتبال و به عنوان ورزشگاه خانگی باشگاه الشباب استفاده می‌شود. این ورزشگاه گنجایش ۱۸٬۰۰۰ نفر تماشاچی را دارد.